# Колесса Христина Олександрівна
Христина Олександрівна Коле́сса (15 жовтня 1915, Відень — 22 липня 1978, Оттава) — канадська віолончелістка і музичний педагог українського походження. Дочка Олександра, сестра Любки Колессів.

## Біографія
Народилася 15 жовтня 1915 року у місті Відні (нині Австрія). Грі на віолончелі навчалася протягом 1923–1924 років у музичній школі М. Діджеллі; у 1924–1927 роках — у Віденській академії музики у П. Гріммера; у 1927–1930 роках — у Вищій музичній школі у Кельні. Протягом 1931–1933 років удосконалювала виконавчу майстерність у Г. Беккера у Мерано та у 1937 році в Мюнхені. 1939 року закінчила консерваторію у Кенігсбезі.
З 1930 року виступала з концертами в Німеччині, Австрії, Швейцарії, Нідерландах, Чехословаччині, Польщі. Виступала в ансамблі разом із сестрою.
З 1948 року — у Канаді. 1952 року була однією із засновниць Українського музичного інституту в Торонто. У 1950–1963 роках викладала гру на віолончелі в Торонто та у 1961–1977 роках в Оттаві. Одночасно упродовж 1962–1970 років була артисткою камерного оркестру Державного радіо в Оттаві.
Померла в Оттаві 22 липня 1978 року. Похована в Торонто.

## Творчість
Її репертуар складали твори Йоганна Себастьяна Баха, Луїджі Боккеріні, Джованні Саммартіні, Бенедетто Марчелло, П'єтро Локателлі, Джузеппе Тартіні, Йозефа Гайдна, Людвіга ван Бетговена, Франца Шуберта, Йоганнеса Брамса, Каміля Сен-Санса, а також українських композиторів, зокрема Василя Барвінського. Здійснила низку записів на грамплатівках.
Авторка публікацій з питань музного життя Канади.